# .jp
دامنه اینترنتی ‎.jp‎ یک دامنه سطح بالای کد کشوری (ccTLD) است که به کشور ژاپن اختصاص داده شده است. این دامنه برای شناسایی و استفاده وب‌سایت‌ها و سازمان‌های مرتبط با ژاپن به کار می‌رود. شرکت‌ها، سازمان‌ها، و افراد حقیقی ژاپنی می‌توانند از این دامنه برای نمایش ارتباط خود با ژاپن و به نوعی تأکید بر هویت ملی استفاده کنند.
علاوه بر استفاده محلی و داخلی، دامنه ‎.jp‎ به دلیل شهرت و اعتبار ژاپن در زمینه‌های فناوری، اقتصاد، و فرهنگ، میان کاربران و کسب‌وکارهای بین‌المللی نیز محبوبیت دارد. بسیاری از شرکت‌های جهانی که به فعالیت در ژاپن علاقه‌مند هستند یا محصولات و خدمات خود را به بازار ژاپن عرضه می‌کنند، از این دامنه استفاده می‌کنند تا بتوانند اعتماد و ارتباط بیشتری با مخاطبان ژاپنی برقرار کنند.
این دامنه به طور گسترده در طیف وسیعی از صنایع از جمله فناوری، آموزش، تجارت الکترونیک، و گردشگری مورد استفاده قرار می‌گیرد و به عنوان یک نشانگر معتبر از حضور در بازار ژاپن شناخته می‌شود.